# Dalechampia triphylla
Dalechampia triphylla är en törelväxtart som beskrevs av Jean-Baptiste de Lamarck. Dalechampia triphylla ingår i släktet Dalechampia och familjen törelväxter. Inga underarter finns listade i Catalogue of Life.